# Abasolo (Coahuila)
Abasolo è una municipalità del Messico, situata nello stato federato di Coahuila, il cui capoluogo è la località omonima.